# Kadykczan

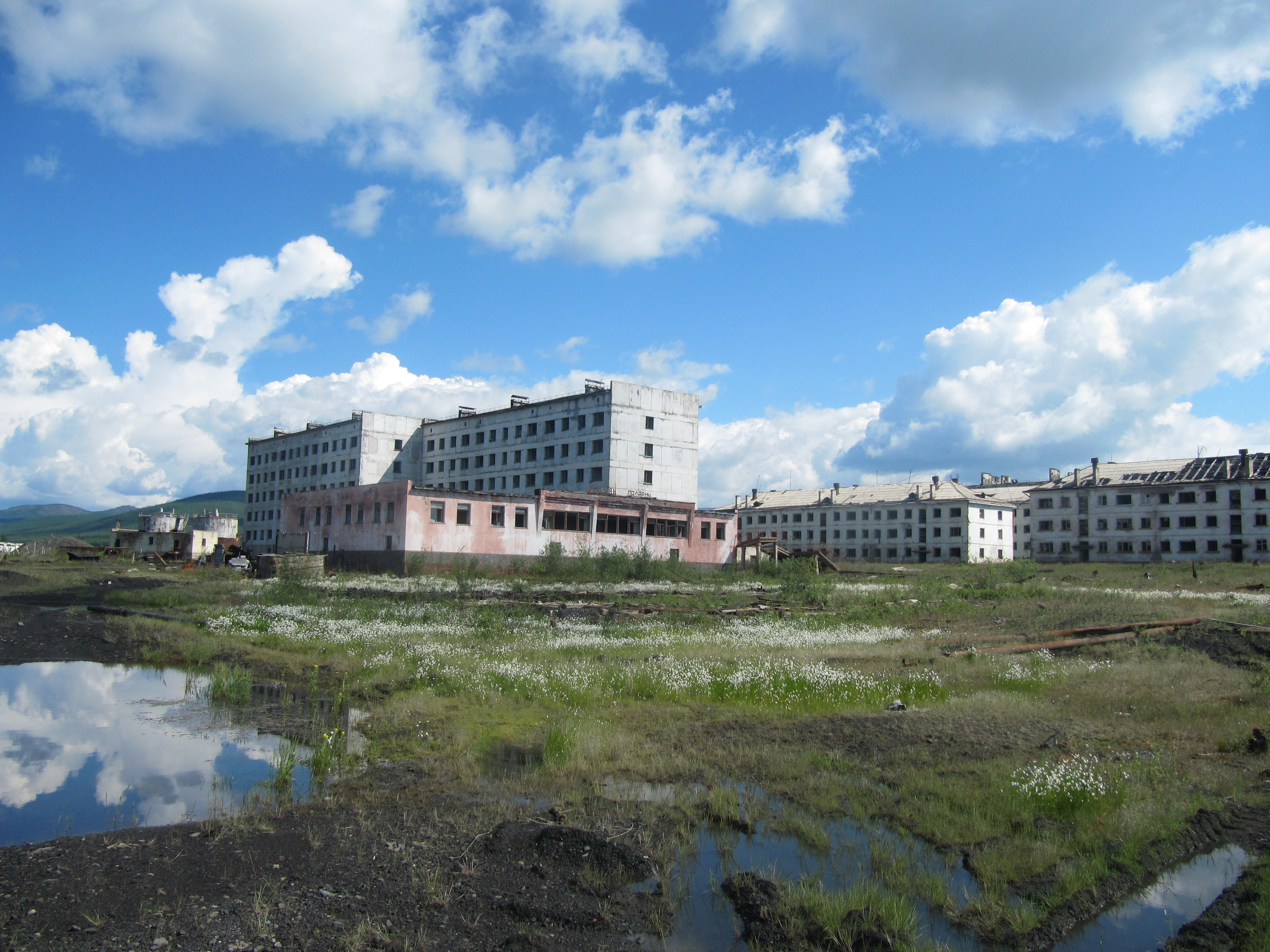

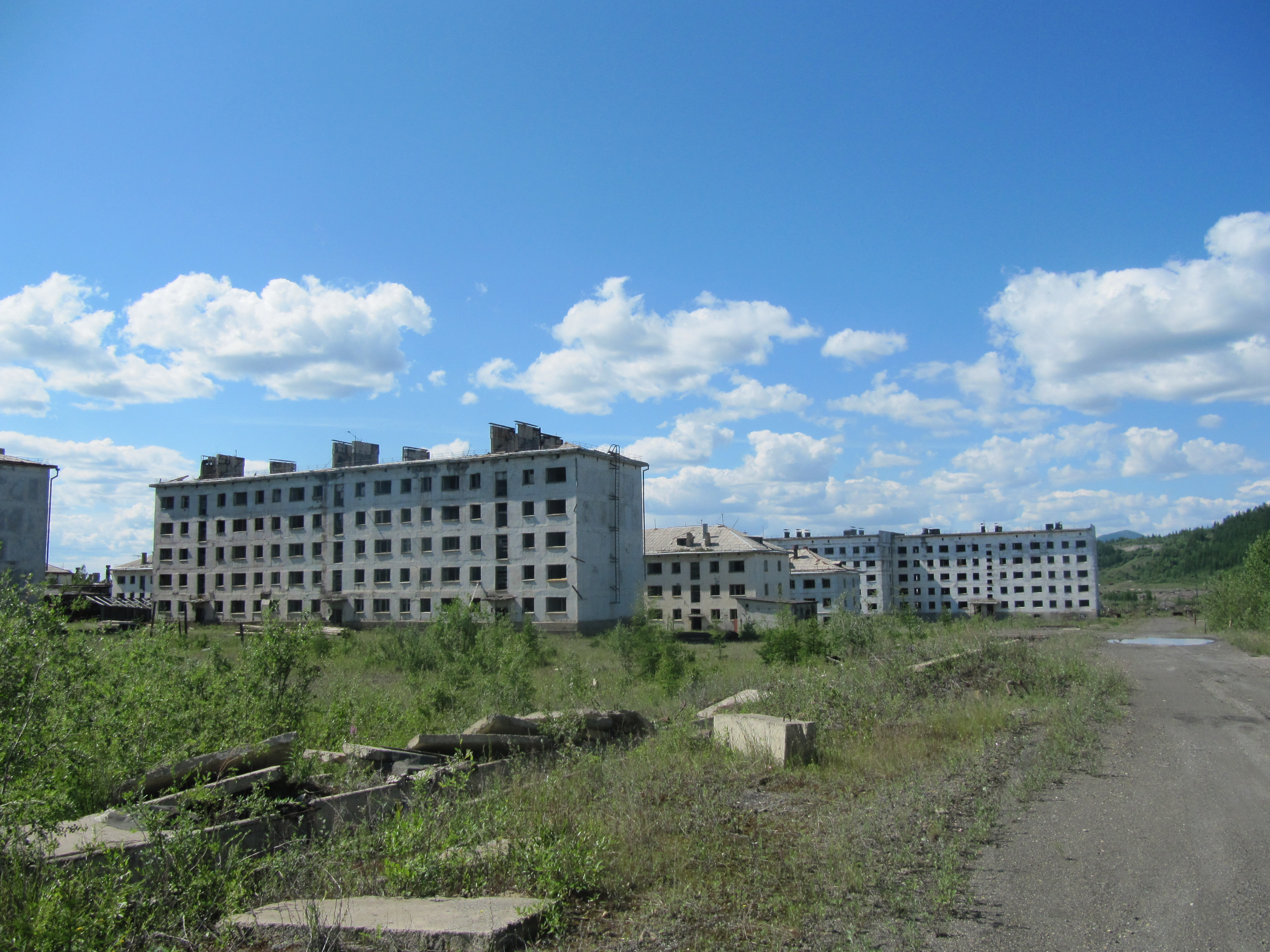

Kadykczan (ros. Кадыкчан) – opuszczone osiedle typu miejskiego w Rosji, w obwodzie magadańskim, w rejonie susumańskim, położone 65 km na północny zachód od Susumanu. Nie widnieje w spisie powszechnym z 2010 roku, choć według danych na 1 stycznia 2009 roku liczyło 235 mieszkańców.
Miasto powstało w czasie II wojny światowej jako osada górników węgla kamiennego. Po upadku Związku Radzieckiego miasto, z powodu ograniczenia wydobywania węgla, zaczęło się wyludniać. W 1996 w miejscowej kopalni nastąpiła eksplozja, po której została ona zamknięta. W 2001 zamieszkane były tylko dwie ulice; działał szpital i przychodnia.